# Los Arquillos
Los Arquillos, construit au XVIIIe siècle par Justo Antonio Olaguibelet de Nicolás Díez de Güemes, forment une rue avec porches de Vitoria-Gasteiz de grande valeur architecturale donc est la réponse au problème qui s'est posé en essayant de relier le casco antiguo de Vitoria avec le nouvel Ensanche, alors en construction.

## Présentation
La zone médiévale de la capitale alavaise est située sur une colline et "Los Arquillos" permettent de sauver l'importante inégalité au moyen d'une série de bâtiments échelonnés. La nouvelle œuvre, qui a duré dix années pour sa construction, a été la solution de l'ensanche (Extension) de la ville avec la Plaza Nueva (nouvelle place), conçue aussi par Olaguibel. Ainsi, les rues médiévales ont été accessibles depuis l'extension néoclassique.
On donne généralement comme date de construction l'année 1787.

### Sources
- (es) Cet article est partiellement ou en totalité issu de l’article de Wikipédia en espagnol intitulé « Los Arquillos » (voir la liste des auteurs).